# Milmesbach
Der Milmesbach ist ein fließendes Gewässer im Vogtlandkreis. Er hat sein Quellgebiet in Meßbach und mündet in Plauen in die Weiße Elster. Einige Teile des Baches sind dabei verrohrt, die ursprüngliche Quelle durch Felddrainagen verbaut.

## Bedeutung
Im Landschaftsplan der Stadt Plauen ist der Milmesgrund im Quellgebiet als Biotop-Verbundkomplex von sehr hoher Bedeutung ausgewiesen, der dabei auch vom Thiergartener Dorfbach durchflossen wird. Die Fließgewässer mit naturnahen mäandrierenden Verläufen sind von Erlengehölzen, Nasswiesen sowie Hochstaudenfluren gesäumt. Des Weiteren sind im Gebiet mehrere Teiche vorhanden, die vorwiegend naturnah ausgeprägt sind.

## Geschichte
Historische Bedeutung hatte der Bach vor allem für die Plauener Brauerei von W.F. Hammer und zu DDR-Zeiten gab es bis Mitte 2009 eine Nutzung für die Forellen-Zuchtanlage des Anglerverband Südsachsen Mulde/Elster e. V. Im Jahr 2014 wurde der Bach im Bereich des Hammerparkes wieder naturnah hergestellt.

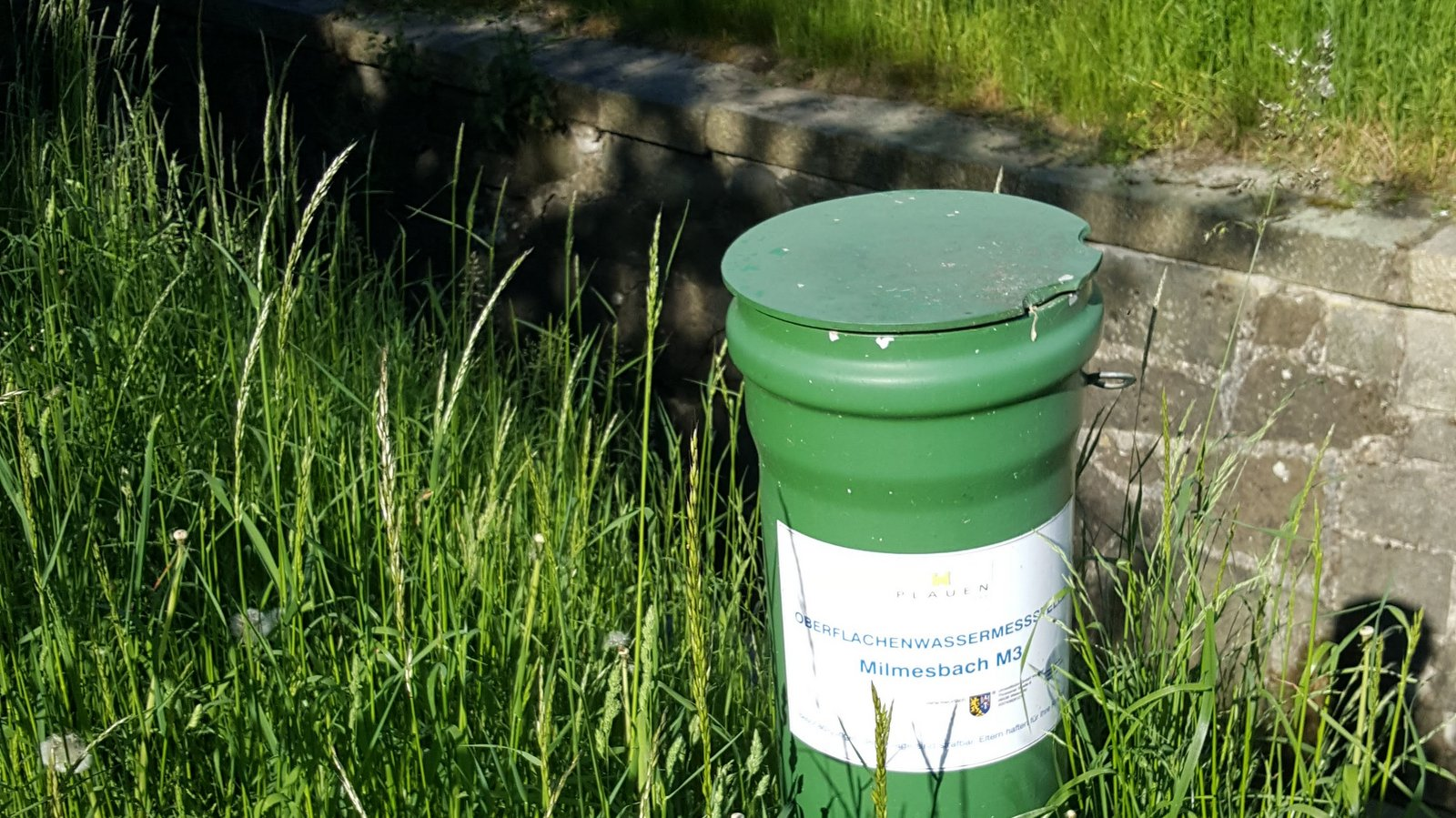
Oberflächenwasser Messstelle M3
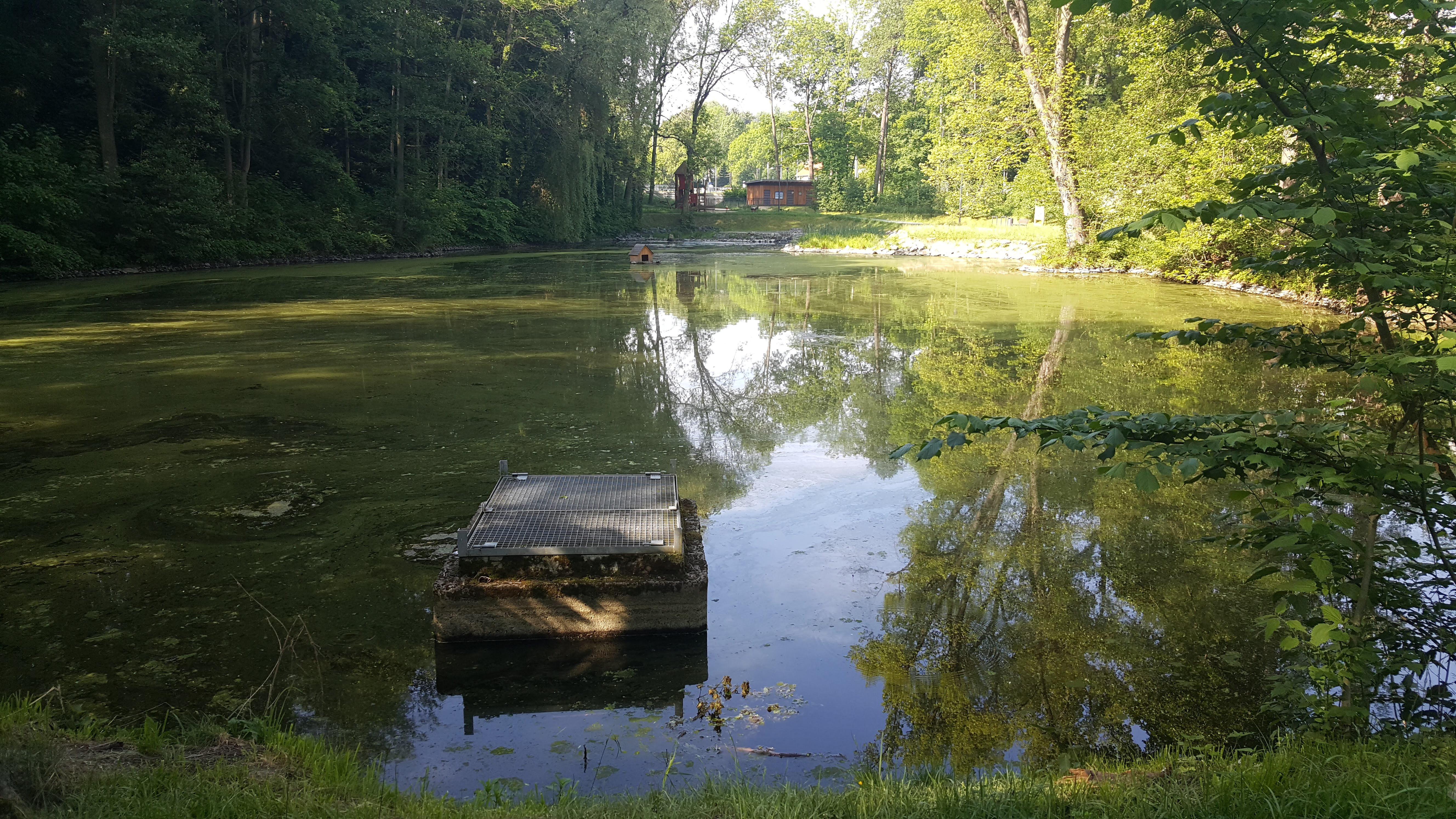
Hammerteich im Nebenschluss des Milmesbachs